# Zjevení Panny Marie v Laus

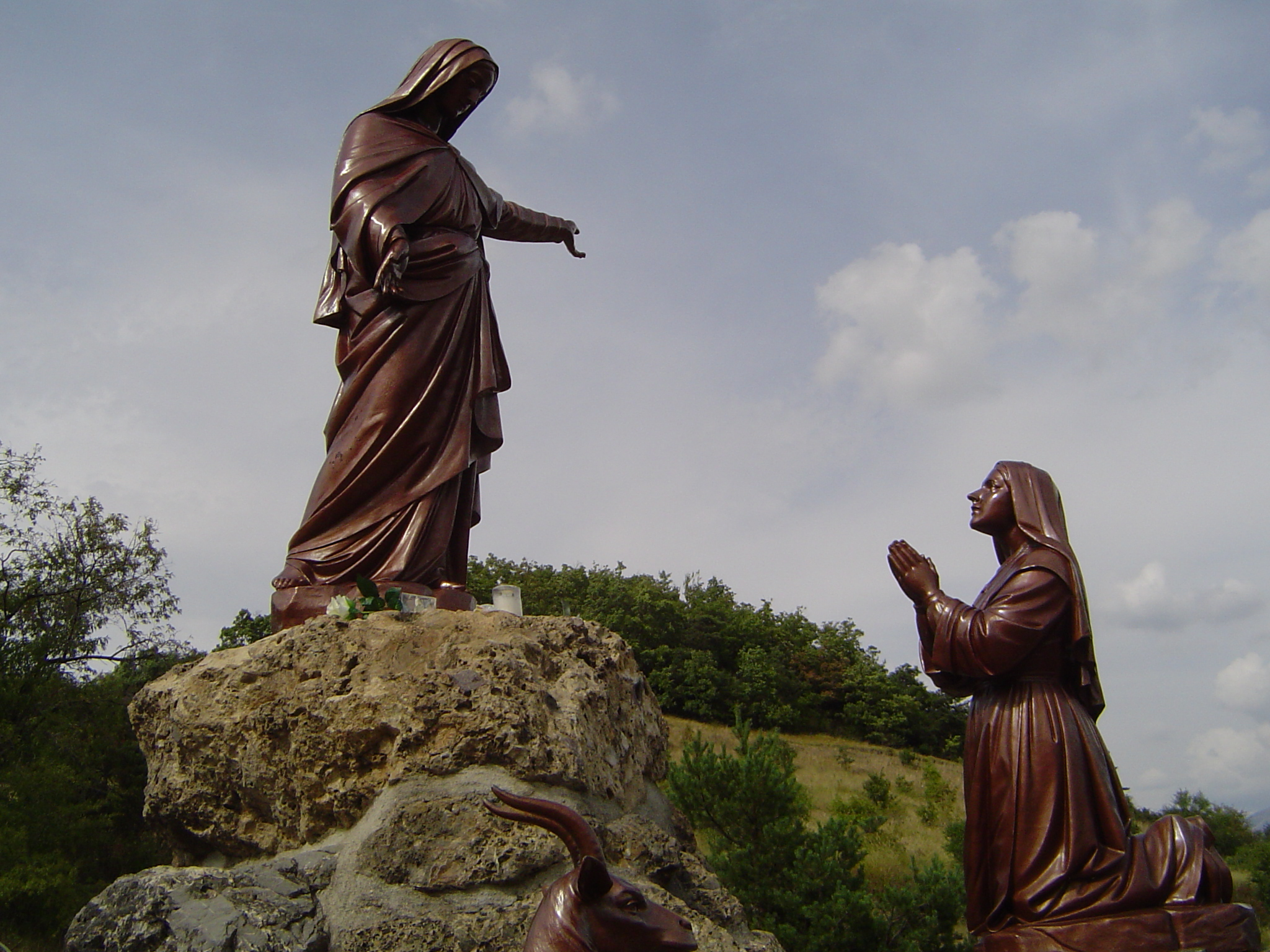
Sochy Panny Marie a Benedikta Rencurelová u místa zjevení

Zjevení Panny Marie v Laus je označení pro křesťanský fenomén, který započal roku 1664. Vizionářce Benediktě Rencurelové (Benoîte Rencurel) se opakovaně zjevovala Panna Maria s výzvou k modlitbě za hříšníky v rozmezí let 1664-1718. Události byly od počátku sledovány církevními i státními orgány. Církevní schválení událostí v Laus probíhalo postupně, dokončeno bylo v roce 2008 a slavnostně oznámeno gapským biskupem Mons. di Falcem. V Laus se ve 21. století nachází poutní místo Svatyně Panny Marie z Laus. Na místě se odehrálo několik náhlých uzdravení a obrácení se na víru.

## Popis událostí
Saint-Étienne-le-Laus se nachází v hornatém terénu v regionu Provence-Alpes-Côte d'Azur a v obci žije necelých 300 obyvatel. V průběhu 17. století se místní obyvatelstvo živilo zejména pastvou dobytka. V okolních kopcích, nedaleko Laus je pásla i Benedikta Rencurelová.
Benedikta pásla ovce u obce Saint-Étienne d'Avançon. Od května 1664 se jí na pastvinách po dobu čtyř měsíců každý den zjevovala Panna Maria, která se jí představila jako Útočiště hříšníků, tedy že je přímluvkyní pro ty, kteří zhřešili a litují svých činů. Žádala o modlitby za hříšníky. V roce 1673 se Benediktě zjevil ukřižovaný Ježíš Kristus. Zjevení pak dále pokračovala až do Benediktiny smrti. Od doby prvního zjevení Krista až do smrti měla Benedikta stigmata. Při setkání s Benediktou se děly události náhlých uzdravení a náboženských konverzí. V historickém kontextu měla zjevení přimět odpadlé věřící, kteří uvěřili jansenistické herezi. V aktuálním kontextu se jedná o poutní místo, kde prosícím duším přislíbila Panna Maria možnosti uzdravení nemoci nebo nalezení víry.

## Galerie

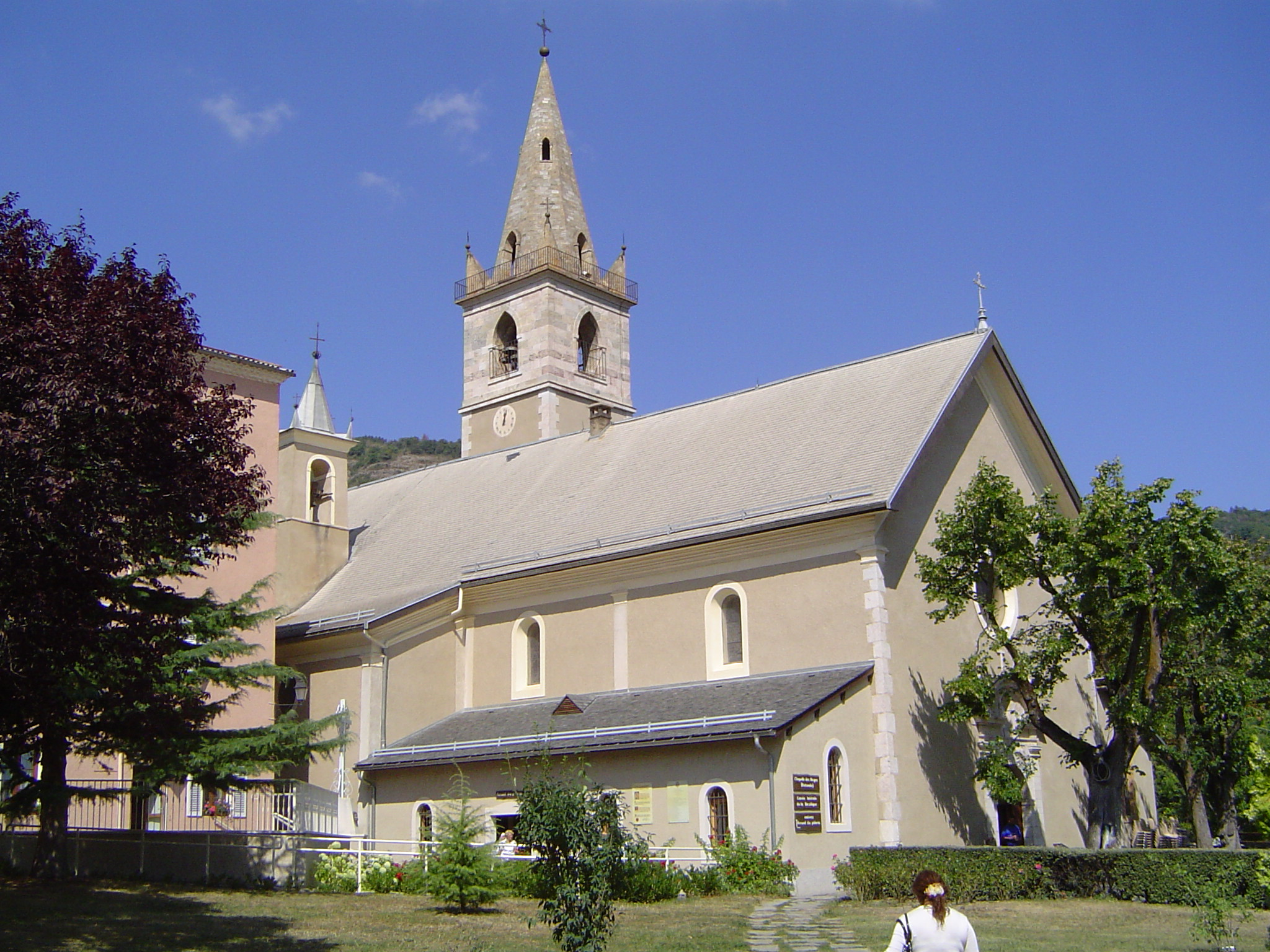
Bazilika Panny Marie v Laus
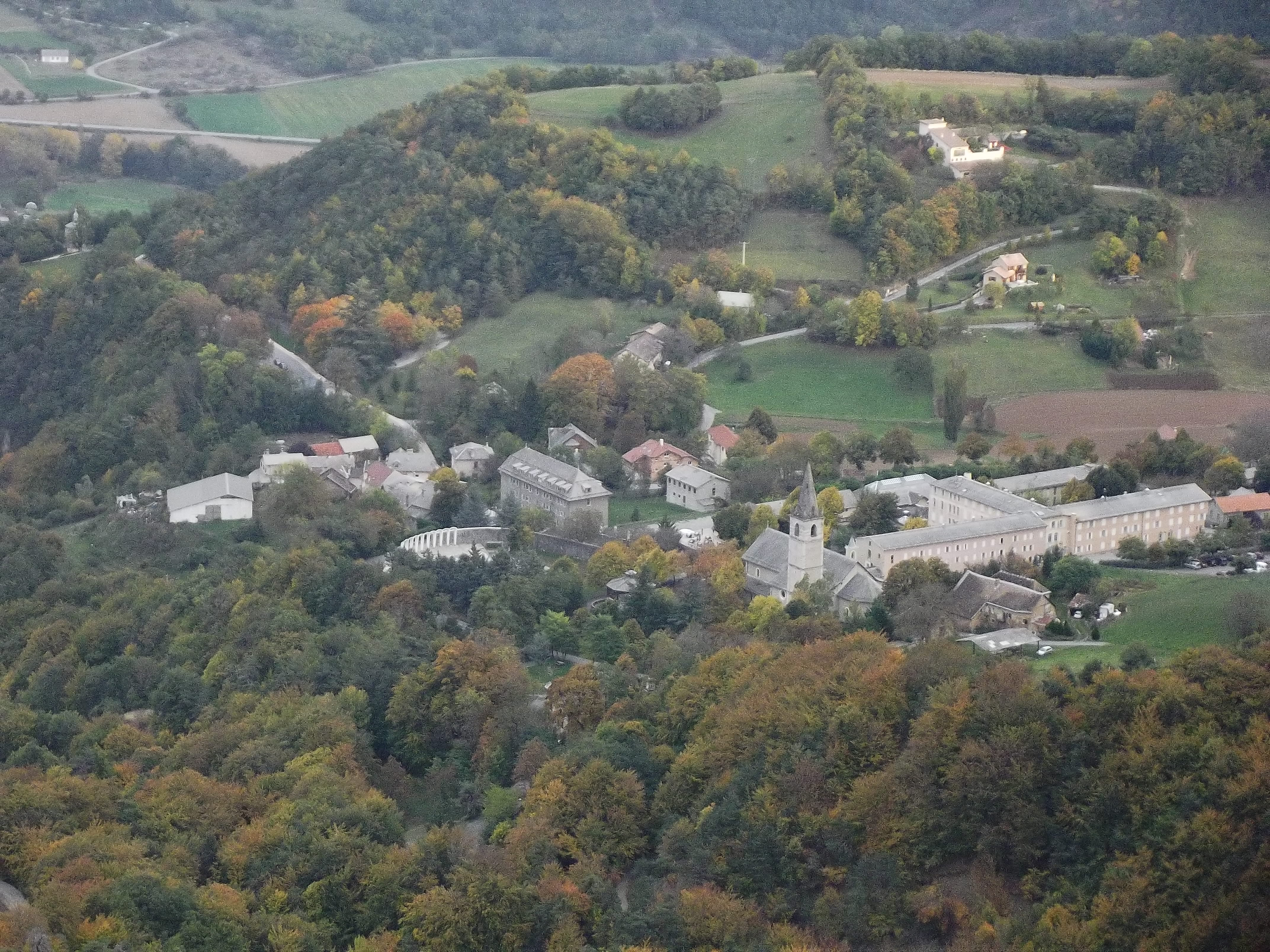
Svatyně Panny Marie s přilehlou vesničkou
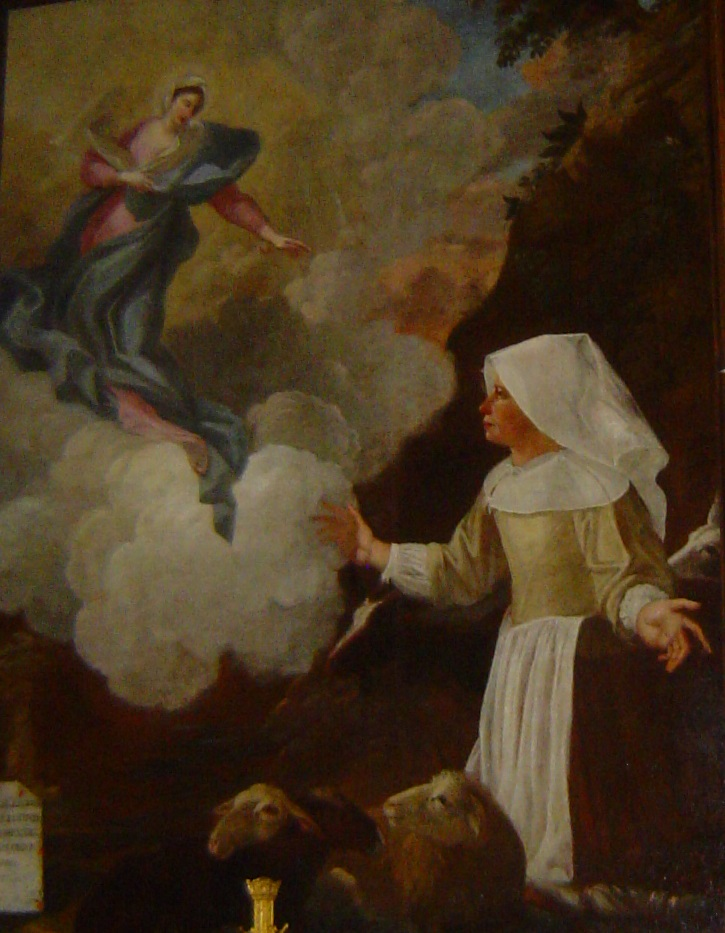
Benediktě Rencurelové se zjevuje Panna Maria